# South Houston
South Houston – miasto w Stanach Zjednoczonych, w stanie Teksas, w hrabstwie Harris, pomiędzy miastami Houston i Pasadena. Założone w 1907 r. jako Dumont.

## Demografia
Według przeprowadzonego przez United States Census Bureau spisu powszechnego w 2010 miasto liczyło 16 983 mieszkańców, co oznacza wzrost o 7,3% w porównaniu do roku 2000. Natomiast skład etniczny w mieście wyglądał następująco: Biali 65,9%, Afroamerykanie 1,5%, Azjaci 0,6%, pozostali 32,0%. Kobiety stanowiły 49,4% populacji.